# Spike Jones

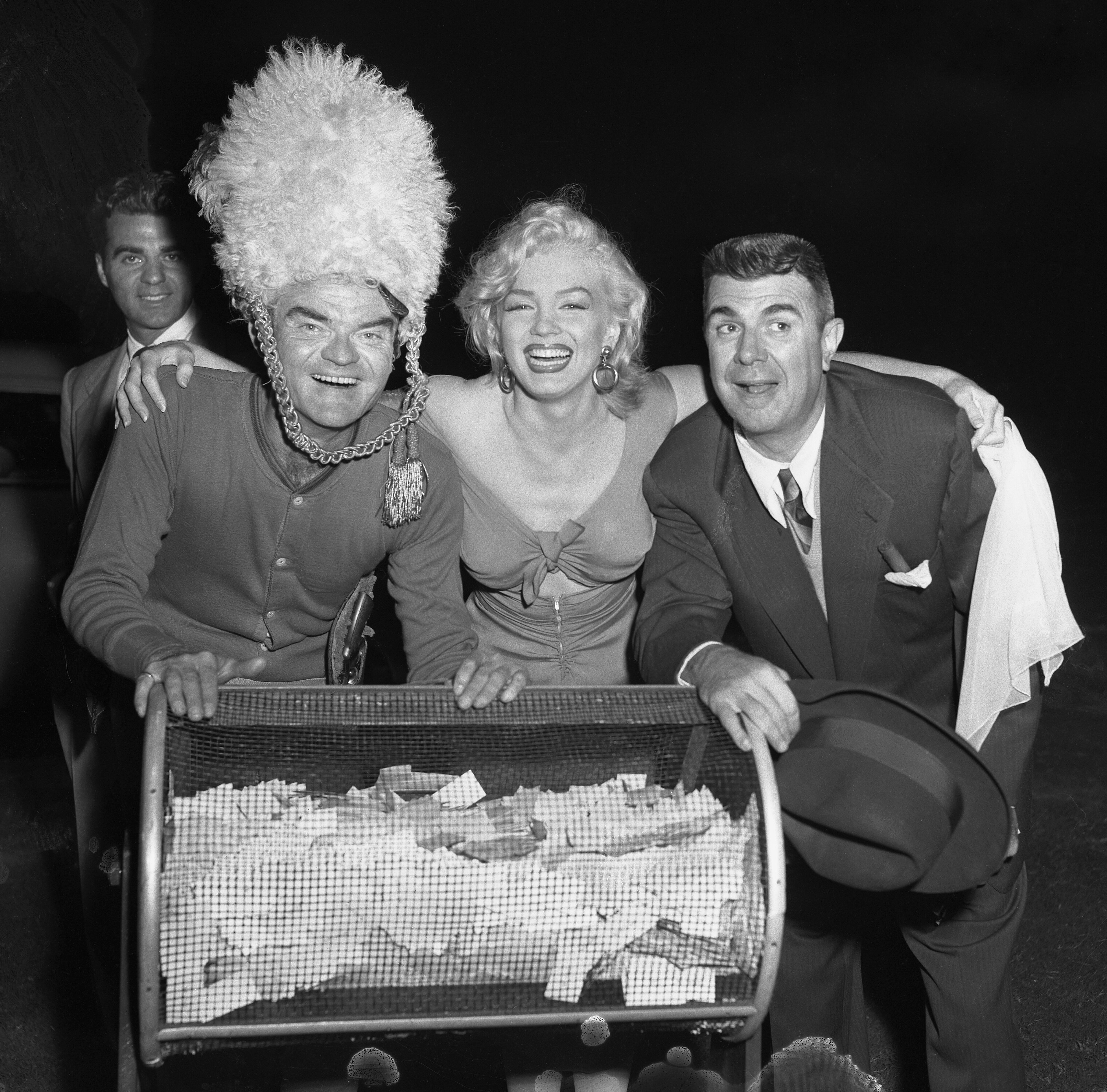
Spike Jones (po lewej), Marilyn Monroe i Ken Murray (1952)

Lindley Armstrong „Spike ”Jones (ur. 14 grudnia 1911 w Long Beach w Kalifornii, zm. 1 maja 1965 w Beverly Hills) – amerykański muzyk jazzowy, specjalizujący się w satyrycznych aranżacjach popularnych piosenek.
W latach 40. był liderem zespołu Spike Jones and his City Slickers, z którym nagrał własną wersję m.in. utworu „Liebesträume” Ferenca Liszta, uwertury do opery „Wilhelm Tell” Rossiniego, piosenki „The Sheik of Araby” Harry’ego B. Smitha, utworu „Holiday for Strings” Davida Rose’a, piosenki „Deep Purple” Petera DeRose, piosenki „Oh By Jingo!” Alberta von Tilzera i Lewa Browna, utworu „Powerhouse” Raymonda Scotta, piosenki „Cocktails for Two” Arthura Johnstona i Sama Coslowa i ukraińskiej pieśni ludowej „Minka”. Nagrał ponadto m.in. w 1942 piosenkę „Serenade to a Jerk” oraz piosenkę „Der Fuehrer's Face”, wykorzystaną rok później w disneyowskiej kreskówce o tym samym tytule.
W swoich utworach, oprócz tradycyjnych instrumentów używanych w jazzie dixielandowym i Big bandowym wykorzystywał m.in. dźwięki klaksonów, gwizdków, wystrzałów z pistoletu, cowbellów, syren alarmowych i wielu niekonwencjonalnych instrumentów dętych i perkusyjnych, a także odgłosy tłuczonego szkła i szczekania i wycia psów.
Zmarł w wieku 53 lat na rozedmę płuc spowodowaną wieloletnim paleniem papierosów.

## Dyskografia
- Dinner Music For People Who Aren't Very Hungry (1956)
- Spike Jones in Stereo (1959)
- Omnibust (1960)
- Washington Square (1963)
- Spike Jones New band